# Fake Show - Diffidate delle imitazioni
Fake Show - Diffidate delle imitazioni è stato un programma televisivo italiano di genere varietà, game show e comico, andato in onda in prima serata su Rai 2 dal 18 settembre al 18 ottobre 2023 con la conduzione di Max Giusti e con la partecipazione degli ospiti fissi Francesca Manzini e Claudio Lauretta.

## Il programma
Il programma vede alla conduzione Max Giusti con la presenza fissa di Francesca Manzini e Claudio Lauretta; completano il cast Vincenzo Albano, Simone Barbato, Gennaro Calabrese, Maurizio Di Girolamo ed Eliza G.
Ogni puntata vede diversi personaggi del mondo dello spettacolo che, suddivisi in due squadre, giocano con il presentatore, sfidandosi in prove individuali, di coppia o di gruppo: le prove si basano sulle imitazioni di personaggi famosi, di oggetti di scena, di suoni o altro. Le puntate sono anche caratterizzate da momenti di spettacolo, con la partecipazione di sosia e di personaggi che porteranno sul palco i loro falsi d'autore e, inoltre, saranno protagonisti alcuni dei più talentuosi imitatori italiani, nei panni dei più noti personaggi del mondo dello spettacolo.
Tra le prove proposte nel corso delle puntate ci sono:
- Karacover: in questa prova, due ospiti dovranno cantare un brano famoso di un artista e nel frattempo cantarla imitando la voce di altri cantanti proposti dal conduttore.
- Goldfingere: in questo gioco, due ospiti a turno devono imitare delle situazioni seguendo lo schema indicato dal conduttore.
- La Realtà Artificiale: l’IA, a sorpresa, animerà lo studio riproponendo la scenografia di un programma televisivo e gli ospiti chiamati a giocare dovranno interagire con gli imitatori professionisti che impersoneranno, di volta in volta, il conduttore del programma.
- La senti questa voce: la prova vede un componente di squadra, seduto di spalle a centro studio, ascoltare alcune canzoni. Sulla base musicale, farà il suo ingresso in studio un cantante che eseguirà il pezzo dal vivo e l'ospite, senza poter vedere il cantante, dovrà indovinare se si tratta del cantante originale o di un imitatore.
- Fake Language: in questo gioco, gli ospiti devono dire una frase nella stessa lingua o nei vari dialetti.
- A gambe levate: in questa prova, gli ospiti a turno devono ballare dietro ad uno schermo che gli copre le gambe e seguire lo stile di ballo proposto imitando i movimenti delle gambe.
- Indovina chi canta: in questo gioco, gli ospiti a turno devono indovinare tra un coro composto da dieci elementi, il componente che sta cantando realmente tra tutti quelli che in realtà seguono il labiale.
- Karaoke etnico: in questa prova, due ospiti devono cantare una canzone in tutte le lingue del mondo.
- Edicola Vero/Falso: in questo gioco, due ospiti alle notizie raccontate dal conduttore devono indovinare se la notizia è vera o falsa azionando una leva.

Inoltre, agli ospiti della puntata, si aggiungono le FakeStar, sosia e imitatori di grandissimi personaggi musicali, in momenti che vedranno coinvolti anche gli ospiti della puntata; i Fakenomeni, una serie di personaggi eccentrici che si esibiranno in imitazioni originali e fuori dagli schemi e le Fake news in cui Vincenzo Albano commenta alcune notizie inventate.

## Edizioni
| Edizione | Anno | Conduzione | Periodo           | Periodo         | Puntate | Presenze fisse    | Presenze fisse   | Regia          | Studio                                                         |
| Edizione | Anno | Conduzione | Inizio            | Fine            | Puntate | Presenze fisse    | Presenze fisse   | Regia          | Studio                                                         |
| -------- | ---- | ---------- | ----------------- | --------------- | ------- | ----------------- | ---------------- | -------------- | -------------------------------------------------------------- |
| 1ª       | 2023 | Max Giusti | 18 settembre 2023 | 18 ottobre 2023 | 5       | Francesca Manzini | Claudio Lauretta | Luigi Antonini | Studio M2 del Centro di produzione Rai di via Mecenate, Milano |

## Puntate e ascolti
| Puntata | Messa in onda     | Ascolti        | Ascolti | Ascolti | Ospiti |
| Puntata | Messa in onda     | Telespettatori | Share   | Fonte   | Ospiti |
| ------- | ----------------- | -------------- | ------- | ------- | --- |
| 1       | 18 settembre 2023 | 722 000        | 5,14%   | [ 7 ]   | Filippo Bisciglia, Rossella Brescia, Valeria Graci, Peppe Iodice, Fausto Leali, PanPers                                                                       |
| 2       | 25 settembre 2023 | 580 000        | 3,61%   | [ 9 ]   | Alessandro Borghese, Fabio Caressa, Gabriele Corsi, Cristina D'Avena, Barbara Foria, Valeria Graci, Matranga e Minafò, Francesco Procopio, Carolina Rey       |
| 3       | 2 ottobre 2023    | 572 000        | 3,69%   | [ 11 ]  | Francesco Facchinetti, Antonio Giuliani, Mietta, PanPers, Pierpaolo Pretelli, Giulia Salemi, Giovanni Vernia                                                  |
| 4       | 9 ottobre 2023    | 446 000        | 2,90%   | [ 13 ]  | Maurizio Casagrande, Lodovica Comello, Leonardo Fiaschi, Gianluca Fubelli, Francesco Procopio, Anna Tatangelo, Fatima Trotta                                  |
| 5       | 18 ottobre 2023   | 605 000        | 3,89%   | [ 15 ]  | Cristina D'Avena, Francesco Procopio, Filippo Bisciglia, Vittoria Castagnotto, Leonardo Fiaschi, Gianluca Fubelli, Valeria Graci, Mal, PanPers, Silvia Salemi |
| Media   | Media             | 585 000        | 3,85%   |         | |